# Esplas-de-Sérou
Esplas-de-Sérou är en kommun i departementet Ariège i regionen Occitanien i södra Frankrike. Kommunen ligger  i kantonen Saint-Girons som ligger i arrondissementet Saint-Girons. År 2022 hade Esplas-de-Sérou 171 invånare.

## Befolkningsutveckling
Antalet invånare i kommunen Esplas-de-Sérou
Referens: INSEE